# Kieran Tierney
Kieran Tierney (Douglas, 5 giugno 1997) è un calciatore scozzese, difensore del Celtic e della nazionale scozzese.

## Biografia
Nasce a Douglas, sull'Isola di Man. Poco dopo la sua nascita si trasferisce a Wishaw, in Scozia. Tifoso del Celtic, ha dichiarato di ispirarsi a Shunsuke Nakamura, il quale gli regalò gli scarpini dopo una registrazione promozionale per i Mondiali 2006.

## Caratteristiche tecniche
È un terzino sinistro di spinta, dotato di corsa - a cui unisce discrete qualità tecniche - e temperamento. Tra le sue caratteristiche spiccano la precisione nei cross, l'aggressività nei contrasti e la lettura del gioco avversario. Il suo contributo risulta prezioso in entrambe le fasi di gioco.
In nazionale, sotto la guida di Gordon Strachan, è stato adattato sia a terzino destro - per favorire l'adattamento sulla sinistra di Andrew Robertson - o a centrale di difesa in una linea a 3.

## Carriera

### Club
Giovanili e crescita nel Celtic
All'età di 7 anni viene prelevato dall'Academy del Celtic. Esordisce in prima squadra il 22 aprile 2015 contro il Dundee, subentrando al 36' della ripresa al posto di Emilio Izaguirre. Esteso l'accordo con gli scozzesi fino al 2021, il 12 luglio esordisce in Champions League da titolare contro i Lincoln Red Imps, partita valida per l'accesso alla fase a gironi.
I primi trionfi con la maglia del Celtic
Nel 2017 contribuisce ad uno storico treble domestico raggiunto con gli Hoops da imbattuto - non accadeva dal 1899, ma il campionato vinto all'epoca dai Rangers prevedeva 18 giornate - ottenendo una striscia positiva di 47 incontri, vincendo il campionato, la Coppa di Scozia e la Coppa di Lega.
Arsenal
L'8 agosto 2019 si trasferisce all'Arsenal per 27 milioni di euro, diventando il calciatore scozzese più pagato di tutti i tempi. Il 26 luglio 2020 segna il suo primo goal nella vittoria per 3-2 contro il Watford. Il 2 gennaio 2021 sblocca con una rete la vittoria contro il West Bromwich Albion in trasferta per 0-4. Il 25 febbraio successivo torna al goal nella vittoria per 3-2 contro il Benfica in Europa League. Il 26 dicembre 2021 segna un goal in trasferta contro il Norwich nella vittoria per 0-5. Il 3 dicembre 2022 segna il goal vittoria da fuori area contro il Zurigo in Europa League.
Prestito alla Real Sociedad e rientro all'Arsenal
Il 27 agosto 2023 passa in prestito alla Real Sociedad dove colleziona 20 presenze in Liga nel corso della stagione. Al rientro dal prestito, subisce un grave infortunio che lo ferma ai box per diversi mesi.

### Nazionale
Il 10 marzo 2016 viene incluso dal CT Gordon Strachan tra i convocati che prenderanno parte all'amichevole contro la Danimarca. Esordisce quindi con la selezione scozzese il 29 marzo seguente, venendo impiegato dal 1'. Esce nella ripresa, sostituito da Charlie Mulgrew.
Il 9 novembre 2017, a soli 20 anni, ha indossato per la prima volta la fascia di capitano della sua nazionale contro i Paesi Bassi.
Il 24 marzo 2022 realizza il suo primo gol in nazionale nell'amichevole pareggiata 1-1 contro la Polonia.

## Statistiche

### Presenze e reti nei club
Statistiche aggiornate al 22 gennaio 2025.
| Stagione        | Squadra         | Campionato      | Campionato | Campionato | Coppe nazionali | Coppe nazionali | Coppe nazionali | Coppe continentali | Coppe continentali | Coppe continentali | Altre coppe | Altre coppe | Altre coppe | Totale | Totale |
| Stagione        | Squadra         | Comp            | Pres       | Reti       | Comp            | Pres            | Reti            | Comp               | Pres               | Reti               | Comp        | Pres        | Reti        | Pres   | Reti   |
| --------------- | --------------- | --------------- | ---------- | ---------- | --------------- | --------------- | --------------- | ------------------ | ------------------ | ------------------ | ----------- | ----------- | ----------- | ------ | ------ |
| 2014-2015       | Celtic          | SP              | 2          | 0          | SC+CdL          | 0               | 0               | UCL+UEL            | 0                  | 0                  | -           | -           | -           | 2      | 0      |
| 2015-2016       | Celtic          | SP              | 23         | 1          | SC+CdL          | 4+2             | 0               | UCL+UEL            | 0+4                | 0                  | -           | -           | -           | 33     | 1      |
| 2016-2017       | Celtic          | SP              | 24         | 1          | SC+CdL          | 5+2             | 1+0             | UCL                | 9                  | 0                  | -           | -           | -           | 40     | 2      |
| 2017-2018       | Celtic          | SP              | 32         | 3          | SC+CdL          | 5+4             | 0+1             | UCL+UEL            | 12+2               | 0                  | -           | -           | -           | 55     | 4      |
| 2018-2019       | Celtic          | SP              | 21         | 0          | SC+CdL          | 2+3             | 0               | UCL+UEL            | 6+8                | 0+1                | -           | -           | -           | 40     | 1      |
| Totale Celtic   | Totale Celtic   | Totale Celtic   | 102        | 5          |                 | 27              | 2               |                    | 41                 | 1                  |             | -           | -           | 170    | 8      |
| 2019-2020       | Arsenal         | PL              | 15         | 1          | FACup+CdL       | 3+2             | 0               | UEL                | 4                  | 0                  | -           | -           | -           | 24     | 1      |
| 2020-2021       | Arsenal         | PL              | 27         | 1          | FACup+CdL       | 1+0             | 0               | UEL                | 9                  | 1                  | CS          | 1           | 0           | 38     | 2      |
| 2021-2022       | Arsenal         | PL              | 22         | 1          | FACup+CdL       | 1+2             | 0               | -                  | -                  | -                  | -           | -           | -           | 25     | 1      |
| 2022-2023       | Arsenal         | PL              | 27         | 0          | FACup+CdL       | 2+1             | 0               | UEL                | 6                  | 1                  | -           | -           | -           | 36     | 1      |
| ago. 2023       | Arsenal         | PL              | 0          | 0          | FACup+CdL       | 0               | 0               | UCL                | 0                  | 0                  | CS          | 1           | 0           | 1      | 0      |
| ago. 2023-2024  | Real Sociedad   | PD              | 20         | 0          | CR              | 4               | 0               | UCL                | 2                  | 0                  | -           | -           | -           | 26     | 0      |
| 2024-2025       | Arsenal         | PL              | 13         | 1          | FACup+CdL       | 1+1             | 0               | UCL                | 1                  | 0                  | -           | -           | -           | 16     | 1      |
| Totale Arsenal  | Totale Arsenal  | Totale Arsenal  | 104        | 4          |                 | 14              | 0               |                    | 20                 | 2                  |             | 2           | 0           | 140    | 6      |
| Totale carriera | Totale carriera | Totale carriera | 226        | 9          |                 | 45              | 2               |                    | 63                 | 3                  |             | 2           | 0           | 336    | 14     |

### Cronologia presenze e reti in nazionale
| Cronologia completa delle presenze e delle reti in nazionale ― Scozia | Cronologia completa delle presenze e delle reti in nazionale ― Scozia | Cronologia completa delle presenze e delle reti in nazionale ― Scozia | Cronologia completa delle presenze e delle reti in nazionale ― Scozia | Cronologia completa delle presenze e delle reti in nazionale ― Scozia | Cronologia completa delle presenze e delle reti in nazionale ― Scozia | Cronologia completa delle presenze e delle reti in nazionale ― Scozia | Cronologia completa delle presenze e delle reti in nazionale ― Scozia |
| Data                                                                  | Città                                                                 | In casa                                                               | Risultato                                                             | Ospiti                                                                | Competizione                                                          | Reti                                                                  | Note                                                                  |
| --------------------------------------------------------------------- | --------------------------------------------------------------------- | --------------------------------------------------------------------- | --------------------------------------------------------------------- | --------------------------------------------------------------------- | --------------------------------------------------------------------- | --------------------------------------------------------------------- | --------------------------------------------------------------------- |
| 29-3-2016                                                             | Glasgow                                                               | Scozia                                                                | 1 – 0                                                                 | Danimarca                                                             | Amichevole                                                            | -                                                                     | 46’                                                                   |
| 11-10-2016                                                            | Trnava                                                                | Slovacchia                                                            | 3 – 0                                                                 | Scozia                                                                | Qual. Mondiali 2018                                                   | -                                                                     |                                                                       |
| 26-3-2017                                                             | Glasgow                                                               | Scozia                                                                | 1 – 0                                                                 | Slovenia                                                              | Qual. Mondiali 2018                                                   | -                                                                     |                                                                       |
| 10-6-2017                                                             | Glasgow                                                               | Scozia                                                                | 2 – 2                                                                 | Inghilterra                                                           | Qual. Mondiali 2018                                                   | -                                                                     |                                                                       |
| 1-9-2017                                                              | Vilnius                                                               | Lituania                                                              | 0 – 3                                                                 | Scozia                                                                | Qual. Mondiali 2018                                                   | -                                                                     |                                                                       |
| 4-9-2017                                                              | Glasgow                                                               | Scozia                                                                | 2 – 0                                                                 | Malta                                                                 | Qual. Mondiali 2018                                                   | -                                                                     |                                                                       |
| 5-10-2017                                                             | Glasgow                                                               | Scozia                                                                | 1 – 0                                                                 | Slovacchia                                                            | Qual. Mondiali 2018                                                   | -                                                                     | 82’                                                                   |
| 8-10-2017                                                             | Lubiana                                                               | Slovenia                                                              | 2 – 2                                                                 | Scozia                                                                | Qual. Mondiali 2018                                                   | -                                                                     | 5’ 80’                                                                |
| 9-11-2017                                                             | Aberdeen                                                              | Scozia                                                                | 0 – 1                                                                 | Paesi Bassi                                                           | Amichevole                                                            | -                                                                     | Cap.                                                                  |
| 7-9-2018                                                              | Glasgow                                                               | Scozia                                                                | 0 – 4                                                                 | Belgio                                                                | Amichevole                                                            | -                                                                     |                                                                       |
| 10-9-2018                                                             | Glasgow                                                               | Scozia                                                                | 2 – 0                                                                 | Albania                                                               | UEFA Nations League 2018-2019 - 1º turno                              | -                                                                     |                                                                       |
| 11-10-2018                                                            | Haifa                                                                 | Israele                                                               | 2 – 1                                                                 | Scozia                                                                | UEFA Nations League 2018-2019 - 1º turno                              | -                                                                     |                                                                       |
| 4-9-2020                                                              | Glasgow                                                               | Scozia                                                                | 1 – 1                                                                 | Israele                                                               | UEFA Nations League 2020-2021 - 1º turno                              | -                                                                     |                                                                       |
| 12-11-2020                                                            | Belgrado                                                              | Serbia                                                                | 1 – 1 dts (4 – 5 dtr)                                                 | Scozia                                                                | Qual. Euro 2020                                                       | -                                                                     |                                                                       |
| 15-11-2020                                                            | Trnava                                                                | Slovacchia                                                            | 1 – 0                                                                 | Scozia                                                                | UEFA Nations League 2020-2021 - 1º turno                              | -                                                                     |                                                                       |
| 18-11-2020                                                            | Netanya                                                               | Israele                                                               | 1 – 0                                                                 | Scozia                                                                | UEFA Nations League 2020-2021 - 1º turno                              | -                                                                     |                                                                       |
| 25-3-2021                                                             | Glasgow                                                               | Scozia                                                                | 2 – 2                                                                 | Austria                                                               | Qual. Mondiali 2022                                                   | -                                                                     |                                                                       |
| 28-3-2021                                                             | Tel Aviv                                                              | Israele                                                               | 1 – 1                                                                 | Scozia                                                                | Qual. Mondiali 2022                                                   | -                                                                     |                                                                       |
| 31-3-2021                                                             | Glasgow                                                               | Scozia                                                                | 4 – 0                                                                 | Fær Øer                                                               | Qual. Mondiali 2022                                                   | -                                                                     | 79’                                                                   |
| 2-6-2021                                                              | Faro                                                                  | Paesi Bassi                                                           | 2 – 2                                                                 | Scozia                                                                | Amichevole                                                            | -                                                                     | 39’                                                                   |
| 6-6-2021                                                              | Lussemburgo                                                           | Lussemburgo                                                           | 0 – 1                                                                 | Scozia                                                                | Amichevole                                                            | -                                                                     |                                                                       |
| 18-6-2021                                                             | Londra                                                                | Inghilterra                                                           | 0 – 0                                                                 | Scozia                                                                | Euro 2020 - 1º turno                                                  | -                                                                     |                                                                       |
| 22-6-2021                                                             | Glasgow                                                               | Croazia                                                               | 3 – 1                                                                 | Scozia                                                                | Euro 2020 - 1º turno                                                  | -                                                                     |                                                                       |
| 1-9-2021                                                              | Copenaghen                                                            | Danimarca                                                             | 2 – 0                                                                 | Scozia                                                                | Qual. Mondiali 2022                                                   | -                                                                     |                                                                       |
| 4-9-2021                                                              | Glasgow                                                               | Scozia                                                                | 1 – 0                                                                 | Moldavia                                                              | Qual. Mondiali 2022                                                   | -                                                                     |                                                                       |
| 7-9-2021                                                              | Vienna                                                                | Austria                                                               | 0 – 1                                                                 | Scozia                                                                | Qual. Mondiali 2022                                                   | -                                                                     |                                                                       |
| 9-10-2021                                                             | Glasgow                                                               | Scozia                                                                | 3 – 2                                                                 | Israele                                                               | Qual. Mondiali 2022                                                   | -                                                                     |                                                                       |
| 12-10-2021                                                            | Tórshavn                                                              | Fær Øer                                                               | 0 – 1                                                                 | Scozia                                                                | Qual. Mondiali 2022                                                   | -                                                                     |                                                                       |
| 12-11-2021                                                            | Chișinău                                                              | Moldavia                                                              | 0 – 2                                                                 | Scozia                                                                | Qual. Mondiali 2022                                                   | -                                                                     |                                                                       |
| 15-11-2021                                                            | Glasgow                                                               | Scozia                                                                | 2 – 0                                                                 | Danimarca                                                             | Qual. Mondiali 2022                                                   | -                                                                     | 87’                                                                   |
| 24-3-2022                                                             | Glasgow                                                               | Scozia                                                                | 1 – 1                                                                 | Polonia                                                               | Amichevole                                                            | 1                                                                     |                                                                       |
| 29-3-2022                                                             | Vienna                                                                | Austria                                                               | 2 – 2                                                                 | Scozia                                                                | Amichevole                                                            | -                                                                     |                                                                       |
| 21-9-2022                                                             | Glasgow                                                               | Scozia                                                                | 3 – 0                                                                 | Ucraina                                                               | UEFA Nations League 2022-2023 - 1º turno                              | -                                                                     | 85’                                                                   |
| 24-9-2022                                                             | Glasgow                                                               | Scozia                                                                | 2 – 1                                                                 | Irlanda                                                               | UEFA Nations League 2022-2023 - 1º turno                              | -                                                                     | 42’                                                                   |
| 16-11-2022                                                            | Diyarbakır                                                            | Turchia                                                               | 2 – 1                                                                 | Scozia                                                                | Amichevole                                                            | -                                                                     |                                                                       |
| 25-3-2023                                                             | Glasgow                                                               | Scozia                                                                | 3 – 0                                                                 | Cipro                                                                 | Qual. Euro 2024                                                       | -                                                                     |                                                                       |
| 28-3-2023                                                             | Glasgow                                                               | Scozia                                                                | 2 – 0                                                                 | Spagna                                                                | Qual. Euro 2024                                                       | -                                                                     | 75’                                                                   |
| 17-6-2023                                                             | Oslo                                                                  | Norvegia                                                              | 1 – 2                                                                 | Scozia                                                                | Qual. Euro 2024                                                       | -                                                                     | 53’ 65’                                                               |
| 20-6-2023                                                             | Glasgow                                                               | Scozia                                                                | 2 – 0                                                                 | Georgia                                                               | Qual. Euro 2024                                                       | -                                                                     | 78’                                                                   |
| 8-9-2023                                                              | Larnaca                                                               | Cipro                                                                 | 0 – 3                                                                 | Scozia                                                                | Qual. Euro 2024                                                       | -                                                                     |                                                                       |
| 12-9-2023                                                             | Glasgow                                                               | Scozia                                                                | 1 – 3                                                                 | Inghilterra                                                           | Amichevole                                                            | -                                                                     | 77’ 82’                                                               |
| 22-3-2024                                                             | Amsterdam                                                             | Paesi Bassi                                                           | 4 – 0                                                                 | Scozia                                                                | Amichevole                                                            | -                                                                     | 68’                                                                   |
| 26-3-2024                                                             | Glasgow                                                               | Scozia                                                                | 0 – 1                                                                 | Irlanda del Nord                                                      | Amichevole                                                            | -                                                                     |                                                                       |
| 3-6-2024                                                              | Faro                                                                  | Gibilterra                                                            | 0 – 2                                                                 | Scozia                                                                | Amichevole                                                            | -                                                                     | 66’                                                                   |
| 7-6-2024                                                              | Glasgow                                                               | Scozia                                                                | 2 – 2                                                                 | Finlandia                                                             | Amichevole                                                            | -                                                                     |                                                                       |
| 14-6-2024                                                             | Monaco di Baviera                                                     | Germania                                                              | 5 – 1                                                                 | Scozia                                                                | Euro 2024 - 1º turno                                                  | -                                                                     | 77’                                                                   |
| 19-6-2024                                                             | Colonia                                                               | Scozia                                                                | 1 – 1                                                                 | Svizzera                                                              | Euro 2024 - 1º turno                                                  | -                                                                     | 61’                                                                   |
| 20-3-2025                                                             | Il Pireo                                                              | Grecia                                                                | 0 – 1                                                                 | Scozia                                                                | UEFA Nations League 2024-2025 - Play-off                              | -                                                                     | 76’                                                                   |
| 23-3-2025                                                             | Glasgow                                                               | Scozia                                                                | 0 – 3                                                                 | Grecia                                                                | UEFA Nations League 2024-2025 - Play-off                              | -                                                                     | 55’                                                                   |
| 6-6-2025                                                              | Glasgow                                                               | Scozia                                                                | 1 – 3                                                                 | Islanda                                                               | Amichevole                                                            | -                                                                     | 68’                                                                   |
| Totale                                                                |                                                                       | Presenze                                                              | 50                                                                    |                                                                       | Reti                                                                  | 1                                                                     |                                                                       |

## Palmarès

### Club
- Campionato scozzese: 5

Celtic: 2014-2015, 2015-2016, 2016-2017, 2017-2018, 2018-2019
- Coppa di Lega scozzese: 3

Celtic: 2016-2017, 2017-2018, 2018-2019
- Coppa di Scozia: 3

Celtic: 2016-2017, 2017-2018, 2018-2019
- Coppa d'Inghilterra: 1

Arsenal: 2019-2020
- Community Shield: 2

Arsenal: 2020, 2023

### Individuale
- PFA Scottish Premier League Team of the Year: 2[27][28]

2015-2016, 2016-2017
- PFA Scotland Young Player of the Year: 3[29][30]

2016, 2017, 2018
- SFWA Young Player of the Year: 2[31]

2016, 2017